# ولاسینا ستویکوویچوا
ولاسینا ستویکوویچوا (به صربی: Vlasina Stojkovićeva) یک منطقهٔ مسکونی در صربستان است که در سوردولیکا واقع شده‌است. ولاسینا ستویکوویچوا ۲۵۲ نفر جمعیت دارد.